# Су-Сент-Марі (Мічиган)
Су-Сент-Марі (англ. Sault Ste. Marie) — місто (англ. city) в США, в окрузі Чиппева штату Мічиган. Населення — 13 337 осіб (2020). Місто лежить на березі річки Сент-Меріс (англ. St. Marys River), по якій пролягає кордон між США і Канадою, що відокремлює місто від однойменного міста в Онтаріо.

## Географія
Су-Сент-Марі розташоване за координатами 46°28′38″ пн. ш. 84°22′13″ зх. д. / 46.47722° пн. ш. 84.37028° зх. д. (46.477173, -84.370393).  За даними Бюро перепису населення США в 2010 році місто мало площу 52,22 км², з яких 38,27 км² — суходіл та 13,95 км² — водойми.

### Клімат
Місто знаходиться у зоні, котра характеризується вологим континентальним кліматом з теплим літом. Найтепліший місяць — липень із середньою температурою 17.9 °C (64.3 °F). Найхолодніший місяць — січень, із середньою температурою -9.7 °С (14.5 °F).
| Клімат Су-Сент-Марі     | Клімат Су-Сент-Марі | Клімат Су-Сент-Марі | Клімат Су-Сент-Марі | Клімат Су-Сент-Марі | Клімат Су-Сент-Марі | Клімат Су-Сент-Марі | Клімат Су-Сент-Марі | Клімат Су-Сент-Марі | Клімат Су-Сент-Марі | Клімат Су-Сент-Марі | Клімат Су-Сент-Марі | Клімат Су-Сент-Марі | Клімат Су-Сент-Марі |
| Показник                | Січ.                | Лют.                | Бер.                | Квіт.               | Трав.               | Черв.               | Лип.                | Серп.               | Вер.                | Жовт.               | Лист.               | Груд.               | Рік                 |
| Абсолютний максимум, °C | 7,2                 | 9,4                 | 28,3                | 29,4                | 31,7                | 33,9                | 36,1                | 36,7                | 35                  | 27,2                | 20                  | 16,7                | 36,7                |
| Середній максимум, °C   | −5,3                | −4,3                | 0,6                 | 8,7                 | 16,3                | 21,4                | 24,2                | 23,3                | 18,4                | 11,8                | 4,1                 | −2,5                | 9,7                 |
| Середня температура, °C | −9,7                | −9,2                | −4,2                | 3,6                 | 10,2                | 14,9                | 17,9                | 17,5                | 13,2                | 7,3                 | 0,6                 | −6,3                | 4,7                 |
| Середній мінімум, °C    | −14,1               | −14,1               | −9                  | −1,4                | 4                   | 8,5                 | 11,6                | 11,7                | 7,9                 | 2,8                 | −2,9                | −10,1               | −0,4                |
| Абсолютний мінімум, °C  | −37,8               | −37,2               | −31,1               | −18,9               | −7,8                | −3,3                | 2,2                 | −1,7                | −3,9                | −8,9                | −23,3               | −35                 | −37,8               |
| Норма опадів, мм        | 57                  | 40                  | 50                  | 58                  | 69                  | 78                  | 70                  | 82                  | 96                  | 83                  | 85                  | 66                  | 832                 |
| Днів з опадами          | 19                  | 14                  | 13                  | 11                  | 11                  | 11                  | 10                  | 11                  | 13                  | 14                  | 17                  | 19                  | 163                 |
| Днів з дощем            | 19                  | 15                  | 13                  | 11                  | 11                  | 11                  | 10                  | 11                  | 13                  | 14                  | 17                  | 19                  | 166                 |
| Днів зі снігом          | 19,6                | 14,2                | 10,1                | 4,6                 | 0,4                 | 0                   | 0                   | 0                   | 0,1                 | 2,2                 | 10                  | 18                  | 79,2                |
| Вологість повітря, %    | 74.9                | 72                  | 68.6                | 64.6                | 66.9                | 73.3                | 76.2                | 77.4                | 79.9                | 78.6                | 77.8                | 78.2                | 74.1                |
| ----------------------- | ------------------- | ------------------- | ------------------- | ------------------- | ------------------- | ------------------- | ------------------- | ------------------- | ------------------- | ------------------- | ------------------- | ------------------- | ------------------- |
| Джерело: Weatherbase    |                     |                     |                     |                     |                     |                     |                     |                     |                     |                     |                     |                     |                     |

## Демографія
Згідно з переписом 2010 року, у місті мешкали 14 144 особи в 5995 домогосподарствах у складі 3265 родин. Густота населення становила 271 особа/км².  Було 6534 помешкання (125/км²).
Расовий склад населення:
| - 74,8 % — білих - 17,7 % — корінних американців - 0,9 % — азіатів - 0,7 % — чорних або афроамериканців - 0,1 % — вихідців з тихоокеанських островів |

До двох чи більше рас належало 5,5 %. Частка іспаномовних становила 1,5 % від усіх жителів.
За віковим діапазоном населення розподілялося таким чином: 21,3 % — особи молодші 18 років, 64,8 % — особи у віці 18—64 років, 13,9 % — особи у віці 65 років та старші. Медіана віку мешканця становила 33,8 року. На 100 осіб жіночої статі у місті припадало 94,1 чоловіків;  на 100 жінок у віці від 18 років та старших — 91,8 чоловіків також старших 18 років.
Середній дохід на одне домашнє господарство  становив 46 115 доларів США (медіана — 32 061), а середній дохід на одну сім'ю — 59 544 долари (медіана — 45 710). Медіана доходів становила 37 374 долари для чоловіків та 30 724 долари для жінок. За межею бідності перебувало 28,8 % осіб, у тому числі 44,5 % дітей у віці до 18 років та 6,6 % осіб у віці 65 років та старших.
Цивільне працевлаштоване населення становило 6088 осіб. Основні галузі зайнятості: освіта, охорона здоров'я та соціальна допомога — 36,4 %, мистецтво, розваги та відпочинок — 13,8 %, роздрібна торгівля — 9,7 %, публічна адміністрація — 7,3 %.